# 코텍
코텍(Kortek)는 대한민국의 카지노 게이밍 기기/의료기기/항공관제용 모니터 기업이다. 본사는 인천광역시 연수구 벤처로 24번길 26 (송도동)에 위치해 있다.  제품별 매출액 비중은 게이밍 모니터 82.1%, 기타 모니터 17.9%로 구성되며 전체 매출액 대비 수출 비중은 96.2%, 주요 수출 국가로는 북미, 아시아, 호주, 유럽 등이다

## 같이 보기
- 아이디스홀딩스

## 참고 문헌
1. ↑  김정범, 코텍, 전자칠판 글로벌 1위 넘본다, 매일경제, 2015-10-04
2. ↑  이새롬, 한국IR협의회 기술분석보고서-코텍, 2024.04.22[깨진 링크(과거 내용 찾기)]
3. ↑  홍예원, 코텍, 고부가 모니터 공급 비중 상승으로 영업이익 대폭 증가할까, 데일리인베스트, 2024.04.23